# Teplice (distrito)
Teplice é um distrito da República Checa na região de Ústí nad Labem, com uma área de 469 km² com uma população de 126.098 habitantes (2002) e com uma densidade populacional de 269 hab/km².

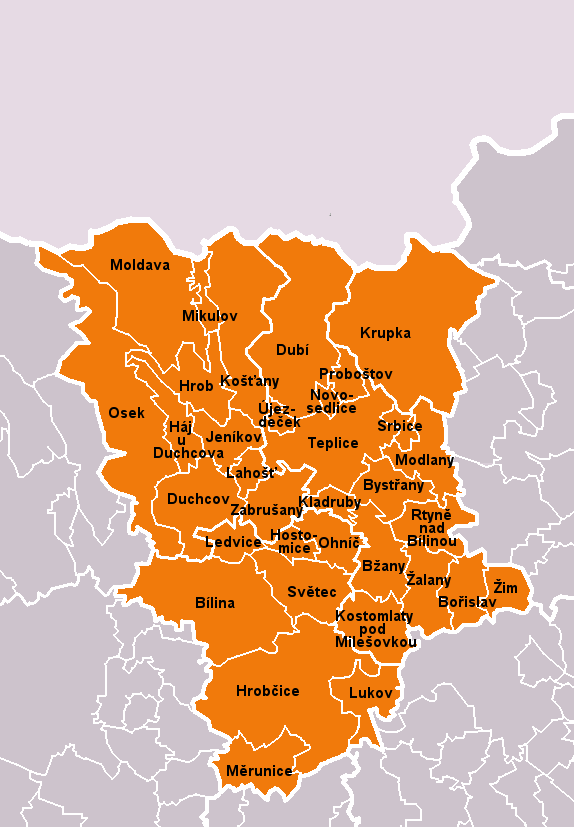